# Лесное (Светлогорский городской округ)
Лесное (бывш. нем. Warnicken, Варникен) — посёлок в Светлогорском городском округе Калининградской области России. В 2007 — 2018 годах входил в состав городского поселения Приморье Светлогорского района.

## Население
| 2010 | 2014 | 2016 | 2017 |
| ---- | ---- | ---- | ---- |
| 196  | ↗205 | ↗223 | ↘221 |